# Carmine Galante
Carmine Galante, znany również jako Cigaro, Lilo (ur. 24 lutego 1910, zm. 12 lipca 1979) – szef (boss) rodziny Bonanno. Na jej czele stanął po wyjściu z więzienia w 1974 roku. Jeden z najbardziej brutalnych, krwiożerczych i bezwzględnych gangsterów amerykańskiej mafii (tzw. Syndykatu).

## Początki
Carmine Galante był synem Sycylijczyka, urodzonym we Wschodnim Harlemie, w Nowym Jorku. Jego przestępcza kariera zaczęła się niezwykle szybko, gdyż już w wieku 11 lat uformował młodociany gang, który zajmował się drobnymi przestępstwami. Dzięki temu związał się z mafią podczas Prohibicji, by w przeciągu paru lat stać się jednym z czołowych silnorękich. W 1930 roku został skazany na 12 i pół roku więzienia za udział w porwaniu ciężarówki oraz ranienie policjanta Josepha Meenahana i 12-letniej dziewczynki, która została trafiona przypadkowo podczas strzelaniny. Na wolność wyszedł w 1939 roku, dzięki zwolnieniu warunkowemu.

## Genovese i rodzina Bonanno
Po wyjściu z więzienia Galante zajął się zabijaniem na zlecenie. Przeważnie przyjmował kontrakty od Vito Genovese, jednego z najpotężniejszych przywódców mafijnych w USA. Na jego polecenie zamordował między innymi, antymafijnego dziennikarza Carlo Tresca. W tym samym czasie Galante był członkiem rodziny Bonanno i wspinał się po kolejnych szczeblach hierarchii rodzinnej. Z pozycji kierowcy, awansował na stanowisko kapitana, by w końcu zostać zastępcą szefa, Joe Bonanno. Jako jego zastępca uczestniczył ze słynnym Szczycie w Palermo w 1957r.
Wcześniej bo w 1953 roku, Bonanno wysłał go do Kanady, aby zorganizować kanał przerzutowy narkotyków przez Montreal. W tym celu później spotkał się z samym Luckym Lucianem.
Uczestnik Konferencji w Apalachin, podczas której został aresztowany.

## Więzienie i szefostwo
W 1962 roku Galante został skazany na 20 lat więzienia pod zarzutem handlu narkotykami; pod takim samym zarzutem w 1959 roku skazano na 15 lat pozbawienia wolności Vito Genovese.
Na ulicach Nowego Jorku pojawiły się informacje, iż zarzuty te były wynikiem intrygi Franka Costello, który chciał pozbyć się Galante.
Po przejściu na emeryturę Joe Bonanno, kontrolę nad rodziną przejął Phillip Rastelli. Niemniej w 1974 roku po wyjściu Galante z więzienia, udało mu się awansować na głowę rodziny Bonanno, wykorzystując fakt, iż Rastelli pozostawał w tym czasie za kratkami. Rządy Galante nie podobały się jednak pozostałym szefom rodzin oraz samym członkom rodziny Bonanno. Ambicja oraz pazerność Galante wydawały się im zagrożeniem dla stabilności Cosa Nostry oraz interesów poszczególnych ekip gangsterów.
W 1978 roku Galante nagle został aresztowany przez władze i ponownie osadzony w więzieniu; postawiono mu zarzut złamania warunkowego zwolnienia.
Po opuszczeniu więzienia (przy wydatnej pomocy adwokata Roya Cohna) z polecenia Carmine zginęło kilku członków Rodziny Genovese; toczył on wojnę o przejęcie kontroli nad dochodowym handlem narkotyków.
W miejscowości Boca Raton (stan Floryda) doszło do tajnego spotkania, podczas którego przedstawiciele innych rodzin mafijnych zdecydowali o losie „Cygara”; Paul Castellano, Santo Trafficante junior, Frank Tieri i Phil Rastelli, a nawet Joseph Bonanno wyrazili zgodę na 'odstrzelenie' Carmine.
Zamach zaaranżowali kapitanowie wywodzący się z szeregów Bonanno, a mianowicie: Alphonse „Sonny Red” Indelicato, Dominick „Big Trin” Trinchera, Dominick „Sonny Black” Napolitano, Cesare Bonventre i Louis „Louie Gaeta” Giongetti.

## Zamach
12 lipca 1979 roku został zastrzelony w restauracji kuzyna – Giuseppe Turano „Joe And Mary’s Italian-American Restaurant”. Zginął od śmiertelnych strzałów z pistoletu w twarz i klatkę piersiową. Warto tu dodać, iż zmarł z cygarem, które nadal trzymał w ustach, a które było jego znakiem rozpoznawczym. 
Razem z nim w momencie zamachu byli Cesare Bonventre i Baldo Amato (obaj byli jego ochroniarzami – wywodzili się z tzw. Zipów) i najprawdopodobniej zostali wtajemniczeni w plany zabójstwa Carmine. Cesare dla pewności miał strzelić mu w twarz dwa razy.